# Olio lubrificante

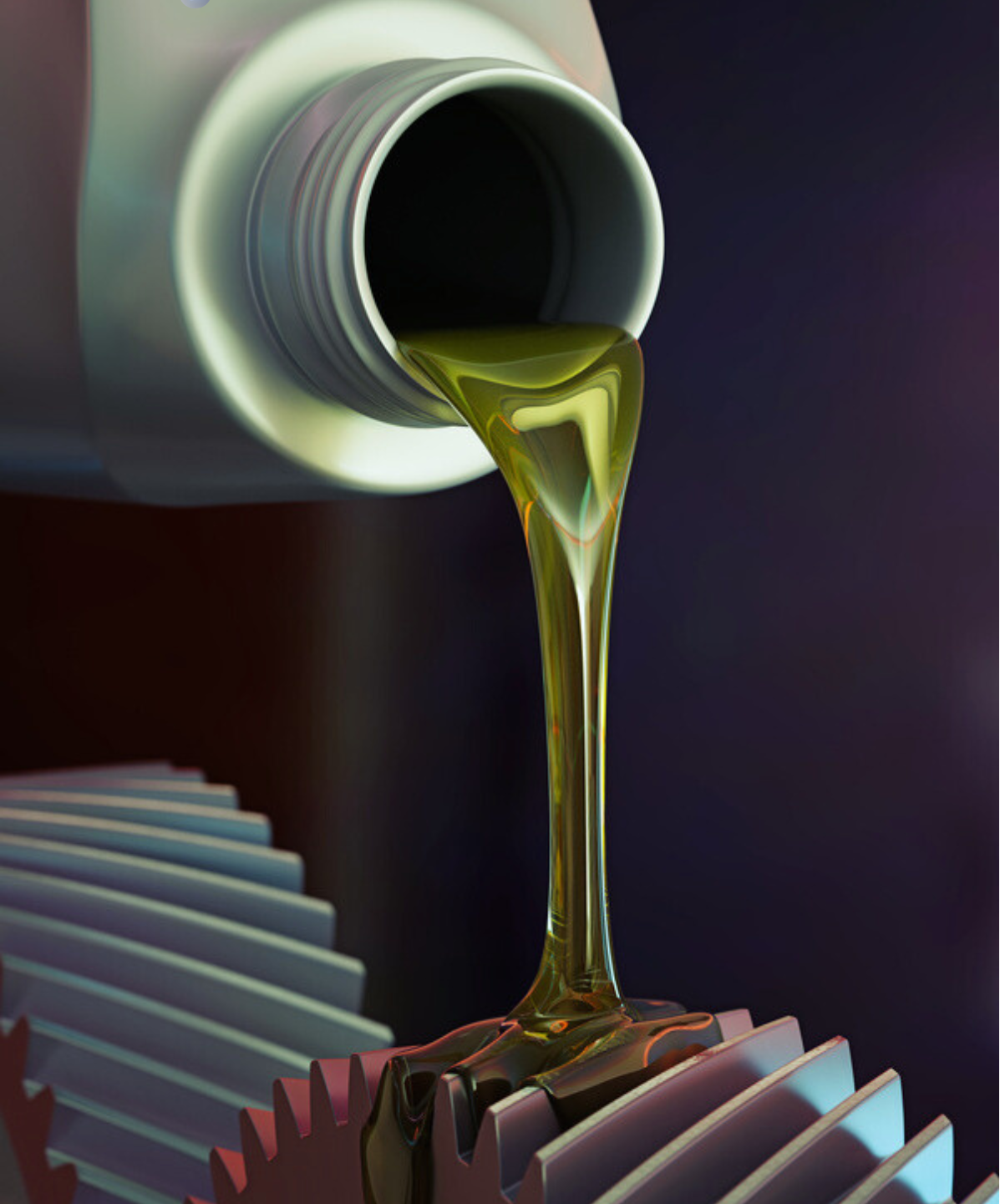
Olio lubrificante utilizzato su scatola ingranaggi

Con il nome di oli lubrificanti si identifica una classe di miscele liquide utilizzate per la lubrificazione di organi meccanici.
Dal punto di vista chimico, sono costituiti da una base di natura idrocarburica e da un insieme di additivi (presenti in genere dal 10 al 30% in volume), i quali possono essere di origine minerale, semisintetica o sintetica.
Nel caso di olio lubrificante utilizzato su veicoli, si parla più specificamente di olio motore.

## Composizione
Gli oli motore sono normalmente composti da una base e da un insieme di additivi.
L'additivazione è suddivisa in pacchetti per il miglioramento della viscosità, dell'indice di viscosità, della detergenza, per inibire la formazione di schiuma o l'ossidazione, ecc. e sono per lo più in comune a tutti i lubrificanti oggi in commercio.
Possiamo quindi distinguere in 5 gruppi i vari tipi di basi:
- Gruppo 1: sono le basi ottenute dalla raffinazione del petrolio;
- Gruppo 2: minerali idrogenate o semisintetiche ottenute tramite idrogenazione da basi minerali o da gas naturale;
- Gruppo 3: basi trattate mediante hydrocracking ottenute per sintesi chimica dal petrolio
- Gruppo 4: basi formulate con PAO (polialfaolefine)
- Gruppo 5: basi non incluse nelle categorie precedenti (ad esempio, poliesteri e polialchilenglicoli)

Le basi possono inoltre essere:
- rigenerate: i lubrificanti che vengono raccolti dai consorzi oli usati, dopo accurate procedure di ri-raffinazione e ri-additivazione del prodotto, vengono reimmesse sul mercato.
- vegetali: l'olio di ricino è stato un lubrificante ampiamente utilizzato nei motori, attualmente viene utilizzato nella sua composizione classica o come componente minoritaria di oli semisintetici per alcune applicazioni ad uso agonistico.

I pacchetti di additivazione possono essere aggiunti da ogni singola casa costruttrice di lubrificanti secondo criteri "autocertificati", e si generalizza distinguendoli tra:
- sintetici: additivi ottenuti mediante processi chimici di laboratorio, che assicurano prestazioni superiori in condizioni estreme di temperatura, pressione e sollecitazioni;
- nanotecnologici sono oli che sfruttano le nanotecnologie.
- semi-sintetici additivi misti ottenuti mediante processi chimici o presenti in natura;
- minerali: additivi che non vengono generati da processi chimici di laboratorio.

## Specifiche
Le specifiche principali di un olio lubrificante sono le seguenti:
- Society of Automotive Engineers (SAE): specifica basata sulla viscosità in termini di gradazione SAE.
- American Petroleum Institute (API): è istituito dai costruttori di lubrificante americano che emana dei requisiti minimi che i lubrificanti possono superare. Esempio di specifica API è SL/CF, oppure SM/CF in cui la lettera S viene utilizzata come riferimento di una specifica per i motori a benzina, la lettera C per quelli diesel e T per motori a due tempi. La lettera che segue alla prima è progressiva e corrisponde in ordine alfabetico all'ultima fase di superamento di specifica di un determinato olio lubrificante o livello di prestazione e protezione; La lettera che indica il livello di qualità è crescente: API SM è superiore ad API SL così come un olio API CJ è superiore a un olio CI; le due indicazioni si possono anche trovare unite in oli adatti per ambedue i carburanti, esempio "API SL/CF". Vengono classificati dall'API anche gli oli per trasmissioni con la sigla GL seguita da un numero progressivi che indica le caratteristiche: da GL-1 a GL-5.
- Japanese Automobile Standards Organisation (JASO): istituito dalle maggiori case costruttrici giapponesi.
- Thailand Industrial Standard Institute (TISI)
- International Standard Organization (ISO)[5]
- Comitato Costruttori del MEC (CCMC), sostituito dalla specifica ACEA
- Associazione dei Costruttori Europei di Automobili (ACEA)[6]: le specifiche ACEA sono alfanumeriche e vi sono numerose indicazioni: Per il settore automobili, si devono considerare la lettera A per i motori a benzina, B per i motori Diesel e la più recente categoria C (Catalyst Compatible) per motori dotati di sistemi di post-trattamento dei gas di scarico. Per vetture pesanti e movimento terra vengono utilizzate altre lettere tipo E[5]. Esempio di nomenclatura: ACEA A3/B3.
- International Lubricants Standardization and Approval Committee (ILSAC): specifica atta a determinare la capacità dell'olio di resistere a determinate condizioni operative senza rovinarsi.[7]

Il monitoraggio delle caratteristiche dell'olio si effettua facendo periodiche analisi.

### Classificazioni SAE e ISO degli oli lubrificanti
La Society of Automotive Engineers (SAE) e la International Organization for Standardization (ISO) hanno istituito dei codici numerici, per la classificazione degli oli, rispettivamente per trazione e industriali, in base alla loro viscosità cinematica.
Il valore di viscosità è molto importante per poter determinare se l'olio è adatto alle condizioni di lavoro: oli con un elevato valore di viscosità sono adatti per l'uso estivo, mentre oli con ridotti valori di viscosità sono adatti a un uso invernale; gli oli multigrado sono impiegabili in un più vasto intervallo di temperature ambientali e il loro arco d'utilizzo viene descritto da due numeri: la viscosità a freddo e quella a caldo.
Il codice può essere costituito da un solo numero ("olio unigrado"), il quale descrive la viscosità del liquido a una temperatura specifica (nel caso dei gradi ISO VG, facenti parte della classificazione ISO 3448, 40 °C), oppure può essere costituito da due numeri ("olio multigrado") dove il primo numero è seguito da una W (gradazione Winter) e determina il valore in condizione di temperature rigide, mentre il secondo determina il valore in condizione di temperature elevate.
Le caratteristiche di questi oli sono:
- monogrado o unigrado (SAE 30, SAE 40, ISO VG 46, ISO VG 55, ecc.): Olio la cui viscosità aumenta con il ridursi della temperatura, mentre diminuisce con l'aumento della temperatura. Gli oli unigradi sono oramai caduti in disuso come oli motore, a favore di quelli multigrado, più versatili e performanti e capaci di lubrificare il motore in intervalli termici più ampi. Vengono tuttavia impiegati tuttora per lubrificare i tagliaerba e i compressori, che a differenza dei motori lavorano con minori escursioni termiche.
- multigrado (SAE 5 W-50, SAE 10 W-40, ecc.): Olio in grado di mantenere inalterate le prestazioni in condizioni di temperatura differenti. Tali oli sono classificati in base a una sigla composta da due numeri intervallati da una W ("winter"); la prima cifra indica la viscosità dell'olio a temperature più rigide; la seconda cifra, più alta, indica la viscosità a temperature elevate.

È bene ricordare che tali indicazioni, tuttavia, si riferiscono unicamente alla viscosità di un olio in particolare, e non anche alla sua base chimica, caratteristica che può comunque rivelarsi rilevante ai fini di una corretta determinazione dell'applicazione dell'olio (come ad esempio nel caso dei lubrificanti per compressori destinati al condizionamento, caso in cui la solubilità nel refrigerante, sia in stato liquido che gassoso e in range termici sufficientemente ampi, si rivela fondamentale al fine di garantire una corretta circolazione dell'olio all'interno del circuito frigorifero e, in particolare, un sufficiente ritorno di olio al compressore, che è favorito anche dall'impiego della gradazione di viscosità d'olio specifica per l'impianto, al fine di evitare il ristagno d'olio all'interno dell'evaporatore freddo).

## Oli lubrificanti per motori

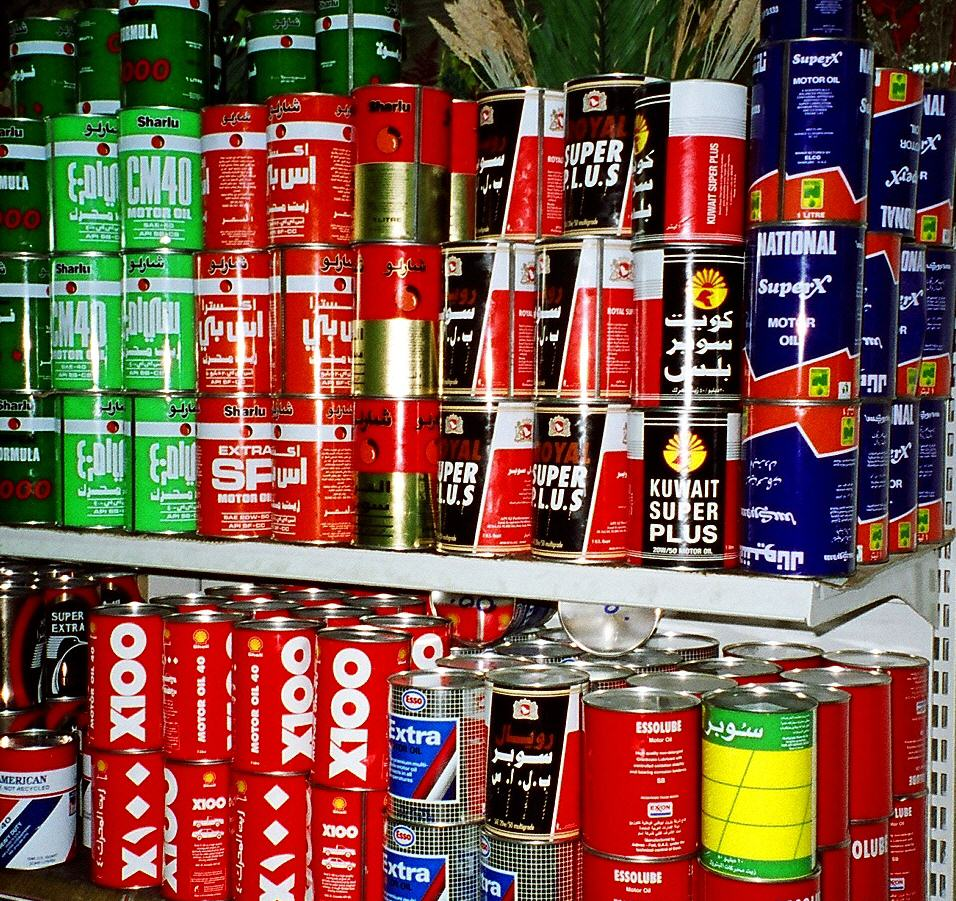
Oli lubrificanti per motori.

Nel caso di utilizzo per motori, gli oli lubrificanti svolgono le seguenti funzioni anche grazie all'uso di additivi prestazionali:
- lubrificare gli organi meccanici in attrito volvente (ad esempio cuscinetti volventi) e in attrito radente (tra pistone e cilindro oppure nelle bronzine);
- contribuire al raffreddamento del motore;
- assicurare una buona tenuta;
- mantenere in sospensione i residui derivanti dall'usura dei componenti in moto relativo;
- proteggere le superfici metalliche dalla corrosione;
- contribuire a mantenere puliti i componenti con i quali entra in contatto;
- creare meno residui possibili, nel caso questo non venga raccolto dagli anelli raschiaolio (motore a quattro tempi) o faccia parte della combustione (motore a due tempi).

Ogni tipologia di olio presenta valori differenti di densità e viscosità.
Fino agli anni ottanta si richiedevano lubrificanti "spessi", ossia con gradazione particolarmente elevata (ad esempio SAE 20W50), per creare uno spessore considerevole che andasse a ricoprire gli spazi tra le parti in scorrimento.
Oggi con l'utilizzo di materiali con dilatazioni termiche ridotte, e giochi di accoppiamento ridotti dovuti principalmente al contenimento di sostanze inquinanti, le case costruttrici prediligono per i propri motori viscosità particolari (ad esempio SAE 0W30 o SAE 5W30).
Inoltre, sempre più case per ovviare a problemi di progettazione dei motori stessi (sempre dovuto al contenimento delle sostanze inquinanti), emanano alle case produttrici di lubrificanti particolari richieste di specifiche per far sì che i propri motori con l'utilizzo di determinati lubrificanti non abbiano rotture e grippaggi entro i termini di progettazione chilometrica dei motori.
Vi sono inoltre lubrificanti specifici a seconda del ciclo di combustione del motore:
- oli per motore a quattro tempi
- oli per motore a due tempi

### Oli per motore a quattro tempi e a due tempi
Negli anni cinquanta gli oli lubrificanti per i motori due tempi davano una caratteristica colorazione bluastra ai gas di scarico, cosa che attualmente non accade quasi più; inoltre attualmente per la lubrificazione del motore si utilizza un miscelatore, il quale riceve olio da un serbatoio adibito a contenere l'olio, munito di un galleggiante per poter segnalare l'insufficienza dell'olio tramite una spia dell'olio.
Inoltre per questi motori si può usare l'olio di ricino o ricinato, il quale ha un grado di protezione più elevato degli oli sintetici e la possibilità d'essere miscelato all'alcool, ma ha come inconvenienti un maggiore imbrattamento del motore, un minore potere lubrificante a motore freddo dovuto alla maggiore viscosità rispetto agli altri oli e un odore caratteristico e penetrante dallo scarico.

Gli oli per il motore a seconda delle loro caratteristiche, nel caso in cui venga a mancare la lubrificazione riescono a garantire al motore un tempo d'esercizio più o meno limitato prima di grippare,
In commercio esistono degli additivi specifici che migliorano alcune qualità dell'olio motore utilizzato.
Differenti risultano invece le esigenze che deve soddisfare un lubrificante per trasmissioni.

### Oli per trasmissioni manuali
Pur rimanendo importanti le funzioni di asportazione del calore generato per attrito e le caratteristiche di protezione delle superfici metalliche, gli oli per cambi di velocità, differenziali e/o riduttori devono possedere le seguenti proprietà:
- avere un'elevata stabilità all'ossidazione adeguata a lunghi periodi di esercizio pur in presenza, solitamente, di temperature di funzionamento inferiori a quelle degli oli motore;
- avere incrementate caratteristiche antischiuma, per contrastare la violenta agitazione prodotta dagli ingranaggi nel bagno d'olio, e antiruggine, per proteggere le superfici metalliche anche dall'azione importante dovuta all'umidità atmosferica;
- avere una struttura particolarmente adatta alle estreme pressioni (E.P) generate dallo schiacciamento degli ingranaggi.

In realtà sarebbe più corretto indicare per questo tipo di lubrificante una viscosità ISO, ma commercialmente la sigla con cui vengono classificati i lubrificanti per trasmissione manuale è SAE.
Come per i lubrificanti per motore, anche questi presentano un numero, seguito dalla lettera W, seguito da un secondo numero (ad esempio SAE 75 W-90) dove il primo numero indica la viscosità a freddo, e il secondo numero a caldo.
È possibile l'utilizzo, a seconda delle esigenze dettate dai costruttori, l'utilizzo di lubrificanti monogrado (SAE 75 W, SAE 80 W), ma la gradazione più diffusa per lungo tempo è stata la 80 W-90 e su cambi di più moderna concezione le SAE 75 W-80 o 75 W-90.
Le specifiche API per questo tipo di lubrificante sono caratterizzate dalla lettera GL e le specifica più utilizzate sono la API GL-4 o dove richiesto la più elevata GL-5.
Su alcuni cambi manuali non vengono richiesti dai costruttori dei lubrificanti, bensì dei fluidi (spesso utilizzati su pompe servosterzo e cambi automatici) con caratteristiche differenti.
In commercio vi sono diverse qualità di fluidi per trasmissione, la cui maggior parte (circa il 90%) viene "classificata" a seconda che il lubrificante superi la specifica GM detta DEXRON (II, III, VI) oppure Allison.
I fluidi per trasmissione vengono anche largamente impiegati come fluido per servosterzo.

### Olio idraulico
Vengono comunemente chiamati oli idraulici, ma sarebbe più corretto parlare di "fluido idraulico".
In alcuni tipi di trasmissioni (ad esempio quelle automatiche) un lubrificante deve poter funzionare come fluido idraulico, trasmettendo potenza con prontezza attraverso convertitori di coppia o giunti idraulici, e deve mantenere corretti coefficienti di attrito nel tempo tra i dischi frizione, per assicurare cambiate dolci e lineari.
La caratteristica però più importante che un lubrificante deve possedere nel campo delle trasmissioni (in particolar modo in quelle più sollecitate dotate eventualmente di ingranaggi ipoidi) è la capacità di sopportare i carichi elevati che si generano abitualmente tra i denti in presa. L'ottenimento di queste prestazioni avviene tramite additivi che hanno elevata reattività chimica con i materiali ferrosi: tali additivi devono però essere selezionati accuratamente per non presentare (cosa non rara) reattività di tipo corrosivo nei confronti di alcune leghe metalliche.

### Controllo del livello
Per il controllo del livello massimo e minimo di un liquido operativo si possono utilizzare diversi sistemi:
- Asta: per tale tipo di controllo, se si è appena immesso dell'olio è necessario portare il motore a temperatura di regime, spegnerlo e attendere qualche minuto (5 minuti circa) affinché l'olio scenda nella coppa, altrimenti l'operazione può essere eseguita in qualsiasi momento con il motore fermo da qualche minuto. Estrarre l'asta, pulirne l'estremità, reinserirla e riestrarla: la traccia dell'olio deve essere interposta tra le due tacche di minimo e massimo presenti, o, in caso di asta a una tacca, l'olio non deve superare la tacca, ma deve bagnare l'asta per il livello minimo. Misurare il livello a motore freddo è possibile, tenuto conto che la minor fluidità (per la temperatura pari a quella ambientale) ha un effetto trascurabile rispetto al volume totale di olio presente nel circuito e quindi nella coppa.
- Oblò: sistema caratterizzato da una finestra trasparente, tipicamente installata in corrispondenza di un preciso livello di una coppa d'olio, attraverso la quale è possibile scorgere il livello dell'olio e verificare se lo stesso rispetta le specifiche.
- Vite: la vite deve essere tolta e il livello dell'olio deve trovarsi subito al di sotto del foro filettato della vite. È ad esempio il caso di molti cambi automobilistici.
- Vaschetta trasparente: è un contenitore con due segni per il livello di massimo e minimo, o in alternativa un solo segno che indica il livello specificato di riempimento in determinate condizioni (es. a motore freddo). È un metodo di controllo del livello caratteristico dei sistemi di raffreddamento a liquido.
- Vaschetta trasparente e galleggiante: è un contenitore con il segno di massimo e il galleggiante e relativa spia dell'olio per il minimo, viene utilizzato per le vaschette dell'olio per la lubrificazione separata dei motori a due tempi.
- Smontaggio del componente: nel caso in cui tutti i metodi elencati sinora non siano disponibili, il controllo del livello di un liquido presente in un dato componente si effettua smontando il componente e versando il liquido ivi contenuto in un contenitore graduato al fine di misurarne il volume.

In tutti i casi, è consigliato fare riferimento esclusivamente alle istruzioni del produttore in merito all'operazione di controllo del livello, al fine di misurare correttamente il livello del liquido ed eventualmente portarlo al livello corretto.

### Rabbocco e sostituzione dell'olio motore

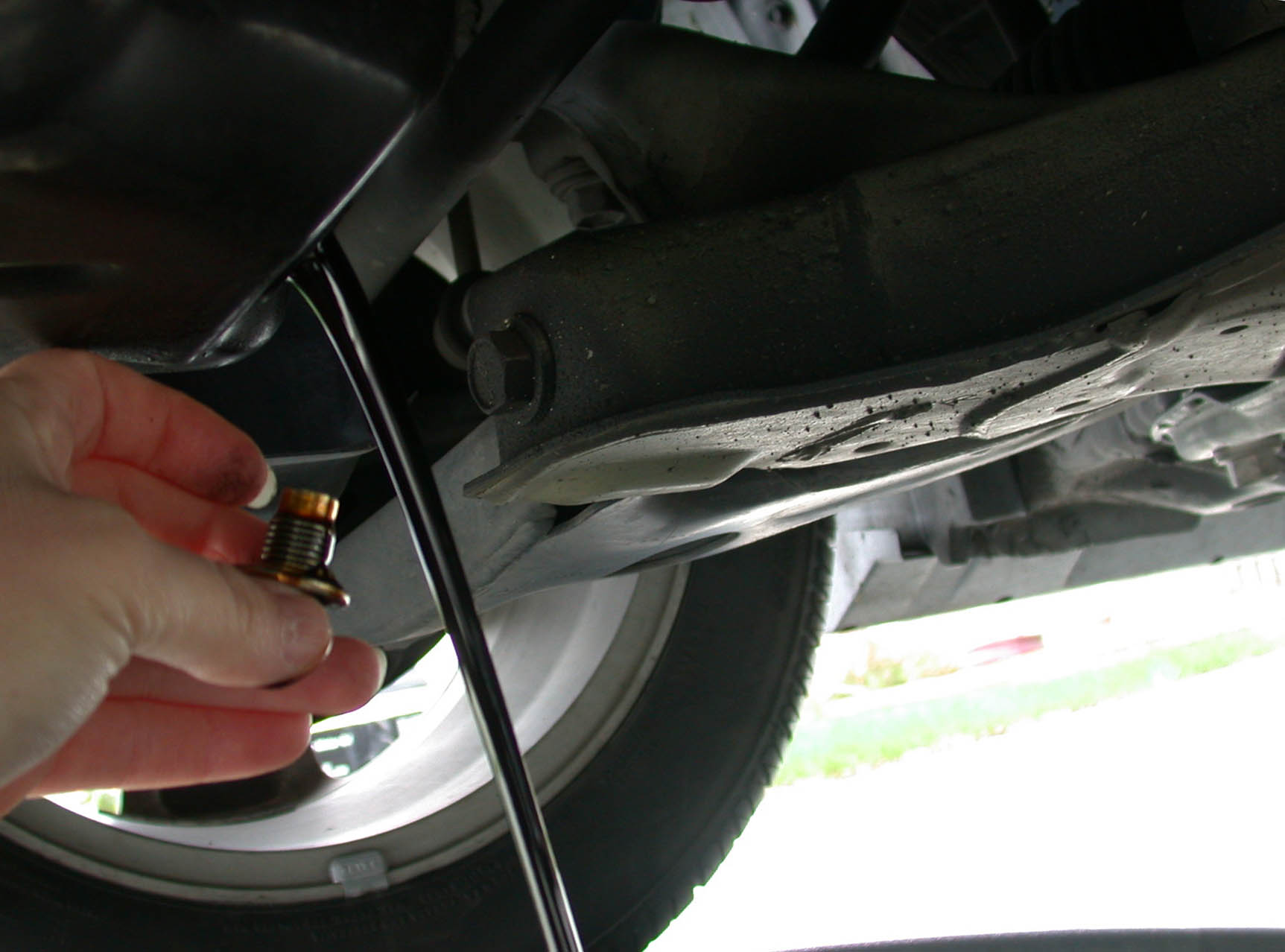
Scarico dell'olio motore

È consigliabile sostituire l'olio secondo quanto raccomandato dal costruttore del motore stesso così come riportato sul libretto di uso e manutenzione, anche se gli intervalli di sostituzione possono variare sensibilmente in conseguenza del tipo e della qualità dell'olio utilizzato. In generale, si consiglia di cambiare l'olio ogni 15.000 km, anche se le specifiche possono variare. Negli intervalli tra una sostituzione e l'altra il livello dell'olio va controllato a intervalli regolari e rabboccato in caso di necessità in quanto a seconda del motore si possono avere determinati consumi d'olio. La sostituzione dell'olio motore è un'operazione che andrebbe riservata alle officine le quali sono dotate di tutte le attrezzature necessarie allo spurgo dell'olio vecchio e al suo smaltimento e alla sostituzione di esso con quello nuovo.

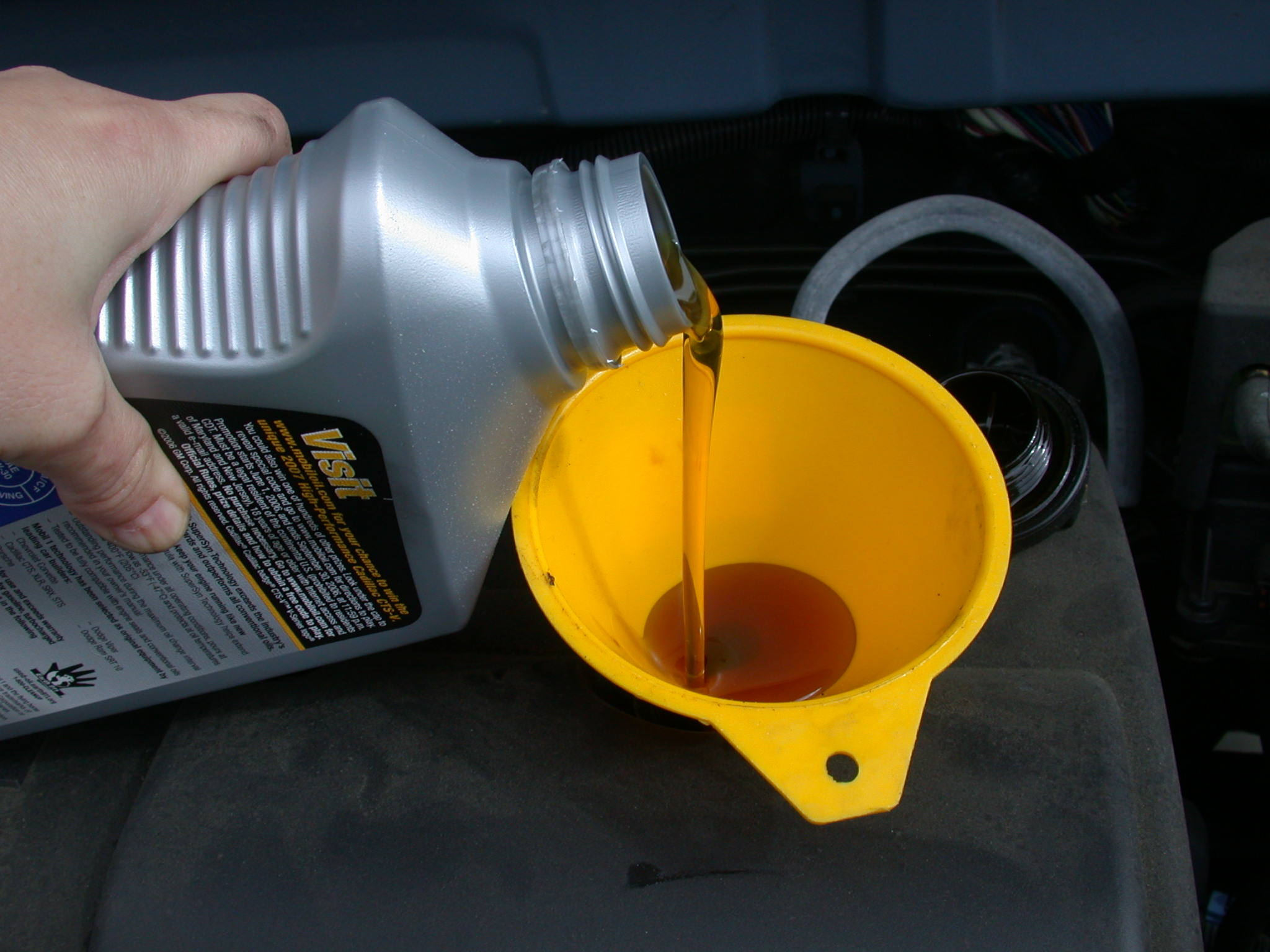
Rabbocco dell'olio motore

L'autoriparatore posiziona l'automobile su un ponte mobile e la solleva, svita il tappo della coppa e scarica l'olio usato a motore caldo in modo da scaricarne il più possibile e di seguito svita il filtro dell'olio. A questo punto lascia scolare l'olio vecchio per almeno dieci minuti, riavvita il tappo della coppa avendo cura di ripristinare la sua guarnizione e sostituisce il vecchio filtro con uno nuovo. A questo punto riporta l'automobile al livello del terreno e riempie il carter con dell'olio nuovo fino a riportarlo a livello. I filtri dell'olio avvitabili (non a cartuccia estraibile) vanno rigorosamente stretti a mano previa lubrificazione della guarnizione con olio lubrificante, in quanto un serraggio eccessivo, data la continua dilatazione/contrazione termica, può portare al semibloccaggio del filtro con notevoli difficoltà nello svitare in seguito l'elemento usato.
L'olio esausto va riconsegnato al rivenditore o ai centri di raccolta ecologici.
C'è da osservare che la stragrande maggioranza dei motori dei veicoli attualmente in commercio ha un consumo fisiologico di olio molto ridotto, quasi nullo per i veicoli di massa. Potrebbe aumentare (di molto poco) per veicoli super sportivi o fuoristrada estremi. Le case costruttrici dichiarano che il consumo di olio, in condizioni di uso ordinarie, tra un tagliando e l'altro, dovrebbe essere sostanzialmente pari a zero. Pertanto, in caso di continue necessità di significativo rabbocco (all'incirca sotto i 5000 Km tra l'uno e l'altro) sono originate da anomalie da far ispezionare.

## Additivi
Gli oli presentano degli additivi che ne migliorano le prestazioni, questi additivi va da pochi punti percentuali fino a superare il 30%, inoltre in commercio sono esistiti ed esistono diversi additivi o trattamenti per olio motore tra cui:
- PTFE, venne utilizzato sia come additivo per olio del cambio sia per olio motore, ma in quest'ultima declinazione ha presentato problemi come evidenziato dall'University of Utah Engineering Experimental Station, quali maggiori residui di polvere metallica, condutture e filtri olio che tendono a occludersi, il problema era causato dalle particelle di PTFE di spessore troppo grande, ad oggi il problema è stato definitivamente risolto con il progresso tecnologico.[15]
- Ceramici, basati sul nitruro di boro esagonale.
- Fullerene C60, data la loro forma sferica e dimensione non possono essere espulse fuori tra due superfici metalliche ed evitano i contatti metallo-metallo, inoltre non reagiscono con la superficie metallica, permettendo di ridurre l'usura, pur senza miglioramenti significativi sull'attrito.[14]
- Nanotecnologia non specificata

Gli additivi hanno diverse classificazioni:
- "Disperdenti", additivi atti a mantenere il motore pulito mantenendo in sospensione ossidazioni, resine, oli insolubili e disperdere i contaminanti
- "Detergenti" hanno funzioni simili ai disperdenti e neutralizzano i residui prodotti della combustione e delle ossidazione acide, permettendo di controllare la ruggine, la corrosione e rimuovere le resine
- "Inibitori", rivolti alla ruggine e corrosione permettono di prevenire i danni causati dalle reazioni dei metalli con l'ossigeno e dei prodotti acidi
- "Emulsionanti" permettono l'emulsione di liquidi immiscibili.
- "Inibitori di schiuma" modificano la tensione superficiale per ridurre la formazione di schiuma e migliora la separazione di questa dall'olio.
- "Miglioratori di viscosità", incrementano l'indice di viscosità dell'olio, riducendo dunque la diminuzione della viscosità all'aumentare della temperatura.
- "Additivi antiusura" grazie alla reazione termica formando prodotti che reagiscono con la superficie metallica per formare uno strato protettivo solido.

Inoltre gli additivi per lubrificanti possono essere classificati come chimicamente attivi o chimicamente inerti, tra gli additivi chimicamente attivi si hanno i disperdenti, detergenti, antiusura, agenti per pressioni estreme, inibitori di ossidazione, inibitori della ruggine e corrosione.

## Trattamenti tramite l'olio

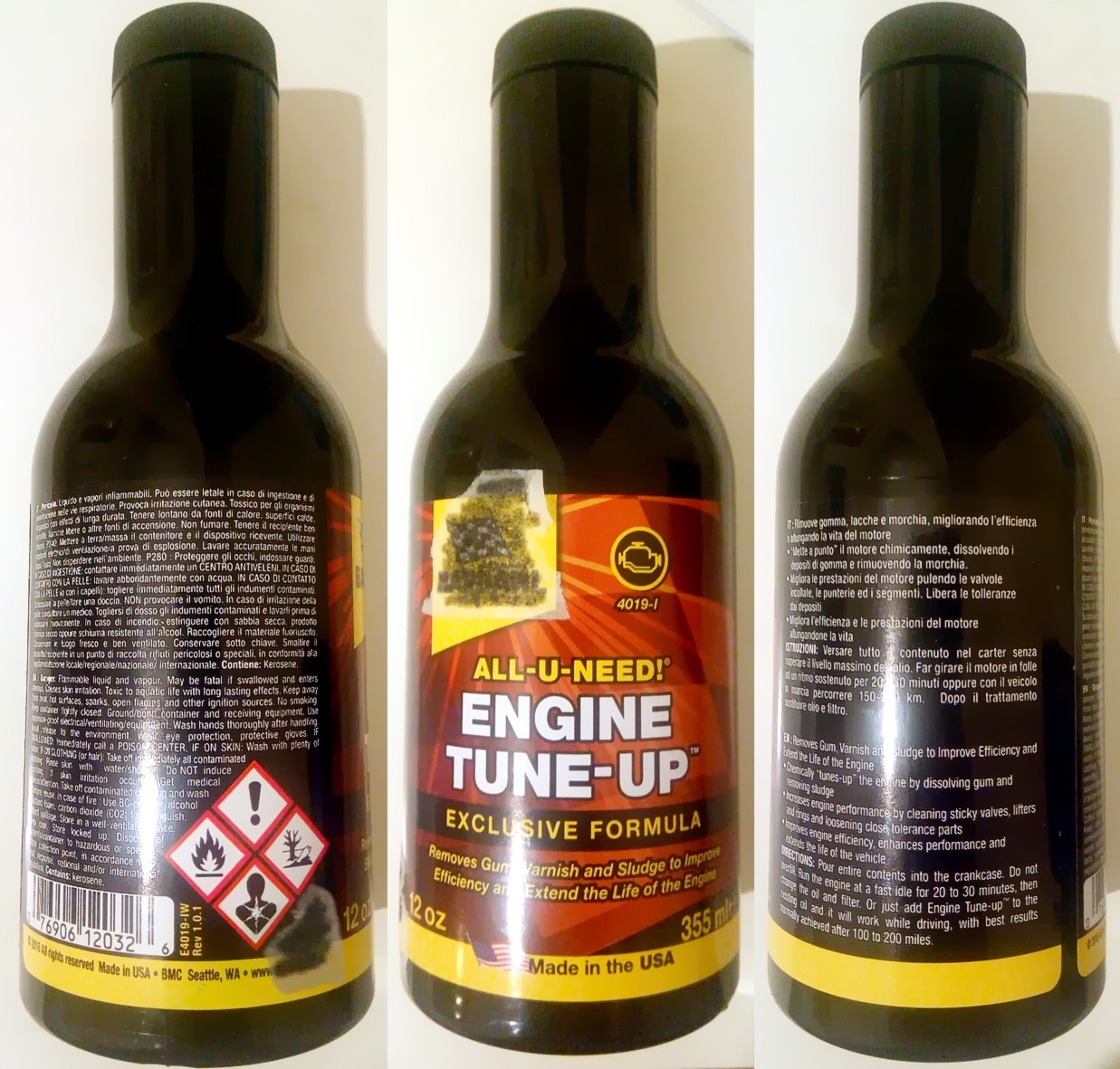
Trattamento per la pulizia dei circuiti lubrificanti del motore

L'olio motore può essere miscelato ad altri liquidi per ovviare a determinati problemi che possono verificarsi con un uso normale o con un uso errato che può accentuare tali problematiche, quali lacche, morchie e depositi.
- Pulizia circuito di lubrificazione del motore "flush engine", consiste in un trattamento eseguito con additivi da aggiungere all'olio motore che discioglie lacche, morchie e depositi ripristinando il funzionamento del motore, tali additivi hanno una composizione variabile, che generalmente è basata sul kerosene. Al termine dell'impiego, ovviamente va immesso olio e filtro olio nuovi.
- Turafalle olio/monoblocco, si tratta di un trattamento che permettere di bloccare le piccole perdite che possono verificarsi con le microdeformazioni del blocco motore
- Arresta tonalità delle punterie, trattamenti che modificano la viscosità dell'olio per ridurre o arrestare il rumore delle punterie idrauliche

## Vapori d'olio

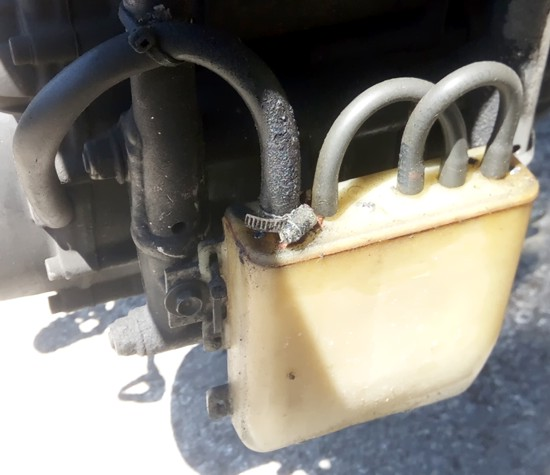
Decantatore vapori olio a tre camere collegate in serie

I vapori d'olio sono dannosi per l'ambiente e il funzionamento del motore in quanto creano una pressione nel motore e di conseguenza riducono la tenuta delle fasce elastiche, per questo o vengono aspirati dall'impianto d'alimentazione o raccolti dal decantatore/raccoglitore dei vapori dell'olio e liquidi ("canister" in inglese).